# Holalurbetagere, Tirthahalli
Holalurbetagere là một làng thuộc tehsil Tirthahalli, huyện Shimoga, bang Karnataka, Ấn Độ.